# Айдан Линдисфарнский
Айдан Линдисфарнский (святой Айдан, Айдан из Линдисфарна; англ. Aidan of Lindisfarne, др.‑ирл. Áedán; ок. 600, Коннахт, Ирландия — 31 августа 651, Линдисфарн, Шотландия) — христианский святой, миссионер, основатель и первый епископ монастыря на острове Линдисфарн (сейчас территория Англии). Как древний святой неразделённой Церкви, просиявший до Великого раскола, почитается в католической, англиканских, православных церквах и лютеранстве. Также почитается как апостол Нортумбрии. Память — 31 августа (по новому ст.) в Католической церкви, 12 сентября н. ст. (31 августа ст. ст.) — в Православной церкви. В Русской православной церкви память также совершается в Третью неделю по Пятидесятнице, в день празднования Собора Британских и Ирландских святых.

## Биография
Айдан, по происхождению ирландец, был монахом аббатства на острове Айона. Этот монастырь на острове основал святой Колумба в 563 году. В 635 году король Нортумбрии Освальд обратился к монахам монастыря с просьбой послать миссионеров в Нортумбрию для проповедования христианства. Первая миссия монахов закончилась неудачей. На следующий год, в 636 году, в Нортумбрию отправился святой Айдан. Освальд разрешил святому Айдану построить монастырь на острове Линдисфарн, который в последующие годы стал центром распространения христианства на территории всей нынешней Шотландии.